# Indiana Pacers 1990-1991
La stagione 1990-91 degli Indiana Pacers fu la 15ª nella NBA per la franchigia.
Gli Indiana Pacers arrivarono quinti nella Central Division della Eastern Conference con un record di 41-41. Nei play-off persero al primo turno con i Boston Celtics (3-1).

## Roster
| N° | Naz.                   | Ruolo | Sportivo         | Anno | Alt. | Peso |
| -- | ---------------------- | ----- | ---------------- | ---- | ---- | ---- |
| 4  | Stati Uniti (bandiera) | G     | Micheal Williams | 1966 | 188  | 79   |
| 5  | Stati Uniti (bandiera) | G     | Byron Dinkins    | 1967 | 185  | 77   |
| 10 | Stati Uniti (bandiera) | G     | Vern Fleming     | 1962 | 196  | 84   |
| 11 | Germania (bandiera)    | A     | Detlef Schrempf  | 1963 | 206  | 97   |
| 14 | Stati Uniti (bandiera) | GA    | Randy Wittman    | 1959 | 198  | 95   |
| 20 | Stati Uniti (bandiera) | GA    | George McCloud   | 1967 | 198  | 93   |
| 22 | Stati Uniti (bandiera) | C     | Jawann Oldham    | 1957 | 213  | 98   |
| 24 | Paesi Bassi (bandiera) | C     | Rik Smits        | 1966 | 224  | 113  |
| 31 | Stati Uniti (bandiera) | GA    | Reggie Miller    | 1965 | 201  | 84   |
| 33 | Stati Uniti (bandiera) | GA    | Mike Sanders     | 1960 | 198  | 95   |
| 41 | Stati Uniti (bandiera) | AC    | LaSalle Thompson | 1961 | 208  | 111  |
| 44 | Stati Uniti (bandiera) | A     | Kenny Williams   | 1969 | 206  | 93   |
| 45 | Stati Uniti (bandiera) | A     | Chuck Person     | 1964 | 203  | 100  |
| 54 | Stati Uniti (bandiera) | C     | Greg Dreiling    | 1963 | 216  | 113  |

## Staff tecnico
- Allenatori: Dick Versace (9-16) (fino al 20 dicembre)[1], Bob Hill (32-25)
- Vice-allenatori: Bob Hill (fino al 20 dicembre), Bob Ociepka, Billy Knight
- Preparatore atletico: David Craig